# Jocotán
Jocotán är en kommunhuvudort i Guatemala.   Den ligger i kommunen Municipio de Jocotán och departementet Departamento de Chiquimula, i den sydöstra delen av landet, 120 km öster om huvudstaden Guatemala City. Jocotán ligger 419 meter över havet och antalet invånare är 4 930.
Terrängen runt Jocotán är varierad. Jocotán ligger nere i en dal. Runt Jocotán är det ganska tätbefolkat, med 139 invånare per kvadratkilometer. Närmaste större samhälle är Chiquimula, 17,5 km väster om Jocotán. I omgivningarna runt Jocotán växer huvudsakligen savannskog.